# Дороговка
Доро́говка (каз. Дороговка) — село у складі Зерендинського району Акмолинської області Казахстану. Входить до складу сільського округу Маліка Габдулліна.
Населення — 143 особи (2021; 173 у 2009, 232 у 1999, 326 у 1989).
Національний склад станом на 1989 рік:
- росіяни — 40 %;
- казахи — 24 %.